# Associazione Sportiva Lucchese Libertas 1905 2014-2015
Questa voce raccoglie le informazioni riguardanti l'Associazione Sportiva Lucchese Libertas 1905 nelle competizioni ufficiali della stagione 2014-2015.

## Stagione
Nella stagione 2014-2015 la Lucchese ha disputato il trentasettesimo campionato di terza serie della sua storia (il primo dal 2011), prendendo parte alla nuova divisione unica istituita dalla Lega Pro. A fine ottobre è stato assunto come responsabile dell'area tecnica Giovanni Galli. Il 17 novembre l'allenatore Guido Pagliuca è stato esonerato, sostituito con Giuseppe Galderisi.
La squadra al termine del campionato si è classificata al decimo posto.

## Divise e sponsor
Lo sponsor tecnico per la stagione 2014-2015 è Lotto. Gli sponsor ufficiali sono Enexd Ltd e per il secondo anno consecutivo Dì Lucca tv. Le maglie ufficiali sono state mostrate durante la presentazione della squadra, avvenuta giovedì 28 agosto presso lo stadio Porta Elisa di Lucca, di fronte a un migliaio di tifosi. La prima maglia è a strisce verticali rosse e nere, calzoncini neri e calzettoni neri. La seconda maglia è bianca con una striscia orizzontale rossa e nera.
| Casa | Trasferta |

## Organigramma societario
Area direttiva
- Presidente e Legale Rappresentante: Andrea Bacci
- Consiglio di Amministrazione: Andrea Bacci, Gianluca Campani, Giancarlo Cecchi, Giovanni Galli,[6] Marco Gonzadi, Carmelo Sgrò
- Resp.Amm.Pianificazione e Controllo: Gianluca Campani

Area organizzativa e comunicazione
- Segretario generale: Alessandro Badii[7]
- Team manager: Vanni Pessotto[8]
- Responsabile marketing: Marco Gonzadi
- Responsabile Ufficio Stampa: Emanuela Lo Guzzo
- Responsabile Biglietteria: Anna Martorana
- Responsabile area organizzativa e sicurezza: Antonio Di Sotto (fino a dicembre 2014)[9]
- Dirigente Addetto all'arbitro: Alessandro Badii
- Responsabile Stewarding: Carmelo Sgrò
- Responsabile delle relazioni con i tifosi: Moreno Micheloni
- Responsabile area scouting: Mauro Bertacchini[10]

Area tecnica
- Direttore generale: Giovanni Galli
- Direttore sportivo: Bruno Russo (fino a dicembre 2014)[11]
- Allenatore: Guido Pagliuca (1ª-13ª)
Giuseppe Galderisi (14ª-38ª)
- Allenatore in seconda: Daniele Cavalletto (14ª-38ª)
- Preparatore atletico: Riccardo Guidi
- Preparatore portieri: Francesco Farioli[12]
- Dirigente accompagnatore (con le funzioni di vice allenatore): Stefano Fracassi (1ª-13ª)
- Collaboratore tecnico: Claudio Giuntoli[12]

Area sanitaria
- Medico Sociale: Adolfo Tambellini[13]
- Massaggiatore: Alvaro Vannucchi

## Rosa
La rosa, tratta dal sito ufficiale, è aggiornata al 28 febbraio 2015.
| N. |                      | Ruolo | Calciatore           |
| -- | -------------------- | ----- | -------------------- |
|    | Italia (bandiera)    | P     | Daniele Borra        |
|    | Italia (bandiera)    | P     | Leandro Casapieri    |
|    | Italia (bandiera)    | P     | Giuseppe Di Masi     |
|    | Italia (bandiera)    | P     | Edoardo Pazzagli     |
|    | Italia (bandiera)    | D     | Matteo Bachini       |
|    | Italia (bandiera)    | D     | Andrea Calistri      |
|    | Brasile (bandiera)   | D     | Thiago Cazé          |
|    | Italia (bandiera)    | D     | Simone Dejori        |
|    | Argentina (bandiera) | D     | Marcos Espeche       |
|    | Italia (bandiera)    | D     | Giordano Pantano     |
|    | Italia (bandiera)    | D     | Giacomo Risaliti     |
|    | Italia (bandiera)    | D     | Marco Vittiglio      |
|    | Grecia (bandiera)    | D     | Dimitrios Vosnakidis |
|    | Italia (bandiera)    | C     | Leonardo Bianchi     |
|    | Italia (bandiera)    | C     | Gabriele Boilini     |
|    | Italia (bandiera)    | C     | Riccardo Calcagni    |
|    | Italia (bandiera)    | C     | Elia Chianese        |
|    | Italia (bandiera)    | C     | Lorenzo Degeri       |

| N. |                       | Ruolo | Calciatore             |
| -- | --------------------- | ----- | ---------------------- |
|    | Italia (bandiera)     | C     | Giovanni Fenati        |
|    | Italia (bandiera)     | C     | Fabrizio Lo Sicco      |
|    | Italia (bandiera)     | C     | Nicola Mingazzini      |
|    | Italia (bandiera)     | C     | Matteo Nolè (capitano) |
|    | Italia (bandiera)     | C     | Biagio Pagano          |
|    | Italia (bandiera)     | C     | Samuele Pizza          |
|    | Italia (bandiera)     | C     | Salvatore Santeramo    |
|    | Italia (bandiera)     | C     | Claudio Santini        |
|    | Italia (bandiera)     | C     | Dennis Scapinello      |
|    | Italia (bandiera)     | A     | Lorenzo Benedetti      |
|    | Italia (bandiera)     | A     | Tommaso Biasci         |
|    | Argentina (bandiera)  | A     | Alexis Ferrante        |
|    | Italia (bandiera)     | A     | Daniele Ferretti       |
|    | Italia (bandiera)     | A     | Francesco Forte        |
|    | Italia (bandiera)     | A     | Tommaso Pecchioli      |
|    | Montenegro (bandiera) | A     | Filip Raičević         |
|    | Italia (bandiera)     | A     | Luca Strizzolo         |
|    | Italia (bandiera)     | A     | Federico Russo         |

## Calciomercato

### Sessione estiva(dal 01/07 al 01/09)
| Acquisti | Acquisti                 | Acquisti  | Acquisti   |
| R.       | Nome                     | da        | Modalità   |
| -------- | ------------------------ | --------- | ---------- |
| P        | Daniele Borra            | Entella   | prestito   |
| D        | Simone Dejori            | Sampdoria | prestito   |
| D        | Dimitrios Vosnakidis     | Bari      | prestito   |
| C        | Leonardo Bianchi         | Empoli    | prestito   |
| C        | Gabriele Boilini         | Carpi     | prestito   |
| C        | Giovanni Fenati          | Sampdoria | prestito   |
| C        | Giacomo Risaliti         | Empoli    | prestito   |
| C        | Salvatore Santeramo      | Bari      | prestito   |
| C        | Claudio Santini          | Empoli    | prestito   |
| A        | Tommaso Biasci           | Livorno   | prestito   |
| A        | Jonathan Alexis Ferrante | Roma      | prestito   |
| A        | Luca Strizzolo           | Pisa      | definitivo |
| D        | Marco Vittiglio          | Entella   | prestito   |
| C        | Lorenzo Degeri           | Cremonese | prestito   |
| D        | Matteo Bachini           | Empoli    | prestito   |
| A        | Lorenzo Benedetti        | Prato     | prestito   |
| D        | Giordano Pantano         | Sorrento  | definitivo |

| Cessioni | Cessioni            | Cessioni                   | Cessioni       |
| R.       | Nome                | a                          | Modalità       |
| -------- | ------------------- | -------------------------- | -------------- |
| P        | Matteo Sannino      | Olbia                      | svincolato     |
| D        | Simone Angeli       | Ghivizzano-Borgo a Mozzano | svincolato     |
| D        | Andrea Azzolin      | Varese                     | fine prestito  |
| D        | Lorenzo Biagini     | Civitanovese               | definitivo     |
| D        | Christofer Petrini  | Parma                      | fine prestito  |
| D        | Giuseppe Terlino    | Civitanovese               | svincolato     |
| D        | Luigi Zinetti       | Brindisi                   | definitivo     |
| C        | Fabio Aliboni       | Pro Piacenza               | svincolato     |
| C        | Andrea Ghelardoni   | Poggibonsi                 | svincolato     |
| A        | Luca Caboni         | Pro Piacenza               | fine contratto |
| A        | Fabio De Luca       |                            | fine contratto |
| A        | Tommaso Papini      | Prato                      | fine prestito  |
| A        | Nazzareno Tarantino | Gavorrano                  | svincolato     |

### Fuori sessione
| Acquisti | Acquisti          | Acquisti          | Acquisti   |
| R.       | Nome              | da                | Modalità   |
| -------- | ----------------- | ----------------- | ---------- |
| A        | Daniele Ferretti  | Delta Porto Tolle | definitivo |
| D        | Tommaso Bacci     | U.S.D. Rignanese  | definitivo |
| P        | Giuseppe Di Masi  | Avellino          | definitivo |
| C        | Nicola Mingazzini | Pisa              | definitivo |

| Cessioni | Cessioni | Cessioni | Cessioni |
| R.       | Nome     | a        | Modalità |
| -------- | -------- | -------- | -------- |

### Sessione invernale(dal 05/01 al 02/02)
| Acquisti | Acquisti             | Acquisti  | Acquisti   |
| R.       | Nome                 | da        | Modalità   |
| -------- | -------------------- | --------- | ---------- |
| P        | Edoardo Pazzagli     | Pistoiese | definitivo |
| D        | Thiago Cazé Da Silva | Lumezzane | definitivo |
| C        | Biagio Pagano        | Catanzaro | definitivo |
| C        | Samuele Pizza        | Torres    | definitivo |
| C        | Dennis Scapinello    | Varese    | prestito   |
| A        | Francesco Forte      | Inter     | prestito   |

| Cessioni | Cessioni             | Cessioni         | Cessioni      |
| R.       | Nome                 | a                | Modalità      |
| -------- | -------------------- | ---------------- | ------------- |
| P        | Daniele Borra        | Entella          | fine prestito |
| D        | Matteo Bachini       | Empoli           | fine prestito |
| D        | Simone Dejori        | Sampdoria        | fine prestito |
| D        | Giordano Pantano     | Lumezzane        | definitivo    |
| D        | Dimitrios Vosnakidis | Bari             | fine prestito |
| C        | Gabriele Boilini     | Carpi            | fine prestito |
| C        | Giovanni Fenati      | Sampdoria        | fine prestito |
| C        | Claudio Santini      | Empoli           | fine prestito |
| A        | Tommaso Biasci       | Livorno          | fine prestito |
| A        | Alexis Ferrante      | Roma             | fine prestito |
| A        | Tommaso Pecchioli    | Jolly Montemurlo | prestito      |

## Risultati

### Lega Pro

#### Girone di andata
| Lucca 30 agosto 2014, ore 15:00 CEST 1ª giornata | Lucchese            | 0 – 0 referto | Santarcangelo | Stadio Porta Elisa (1.379 spett.)\| Arbitro: \| Schirru (Nichelino) \| |
| Arbitro:                                         | Schirru (Nichelino) |               |               |                                                                        |

| Arbitro: | Capraro (Cassino) |

|  |           |                      |
|  | Marcatori | 8’ Nolè 30’ Calcagni |

| Arbitro: | Mei (Pesaro) |

|                              |           |                            |
| Nolè 71’ (rig.) Biasci 90+2’ | Marcatori | 1’ (rig.) Cerone 36’ Carta |

| Arbitro: | Martinelli (Roma) |

|                                         |           |                                        |
| Rubino 2’ Fanucchi 23’ Bocalon 34’, 61’ | Marcatori | 18’ Biasci 22’ (rig.) Nolè 70’ Boilini |

| Arbitro: | Giovani (Grosseto) |

|                    |           |  |
| Redolfi 44’ (aut.) | Marcatori |  |

| Arbitro: | Mantelli (Brescia) |

|                               |           |  |
| J. Ferretti 16’ Germinale 44’ | Marcatori |  |

| Arbitro: | Amoroso (Paola) |

|  |           |            |
|  | Marcatori | 82’ Merini |

| Arbitro: | Boggi (Salerno) |

|                 |           |  |
| Sandomenico 11’ | Marcatori |  |

| Arbitro: | Rapuano (Rimini) |

|  |           |                 |
|  | Marcatori | 8’, 65’ Mengoni |

| Arbitro: | Panarese (Lecce) |

|           |           |  |
| Cejas 28’ | Marcatori |  |

| Arbitro: | Rossi (Rovigo) |

|                   |           |            |
| Ferretti 23’, 55’ | Marcatori | 82’ Giovio |

| Pisa 7 novembre 2014, ore 20:45 CET 12ª giornata | Pisa                        | 0 – 0 referto | Lucchese | Stadio Arena Garibaldi - Romeo Anconetani (6.926 spett.)\| Arbitro: \| Valiante (Nocera Inferiore) \| |
| Arbitro:                                         | Valiante (Nocera Inferiore) |               |          | |

| Arbitro: | Mainardi (Bergamo) |

|              |           |                       |
| Lo Sicco 20’ | Marcatori | 35’ Romeo 90+2’ Mungo |

| Arbitro: | Mastrodonato (Molfetta) |

|  |           |              |
|  | Marcatori | 56’ Raičević |

| Lucca 29 novembre 2014, ore 15:00 CET 15ª giornata | Lucchese          | 0 – 0 referto | Teramo | Stadio Porta Elisa (1.384 spett.)\| Arbitro: \| Morreale (Roma 1) \| |
| Arbitro:                                           | Morreale (Roma 1) |               |        |                                                                      |

| Arbitro: | Fanton (Lodi) |

|                          |           |                           |
| D'Orazio 13’ Tavares 70’ | Marcatori | 23’ Ferretti 72’ Lo Sicco |

| Lucca 14 dicembre 2014, ore 14:30 CET 17ª giornata | Lucchese           | 0 – 0 referto | Tuttocuoio | Stadio Porta Elisa (1.386 spett.)\| Arbitro: \| Pelagatti (Arezzo) \| |
| Arbitro:                                           | Pelagatti (Arezzo) |               |            |                                                                       |

| Arbitro: | Massimi (Termoli) |

|           |           |              |
| Spanò 24’ | Marcatori | 18’ Lo Sicco |

| Arbitro: | Zanonato (Vicenza) |

|                             |           |                     |
| Lo Sicco 57’, 86’ Forte 77’ | Marcatori | 12’, 45’ Alessandro |

#### Girone di ritorno
| Santarcangelo di Romagna 10 gennaio 2015, ore 19:30 CET 20ª giornata | Santarcangelo              | 0 – 0 referto | Lucchese | Stadio Valentino Mazzola\| Arbitro: \| Rasia (Bassano del Grappa) \| |
| Arbitro:                                                             | Rasia (Bassano del Grappa) |               |          |                                                                      |

| Arbitro: | Maggioni (Lecco) |

|                  |           |               |
| Forte 42’ (rig.) | Marcatori | 27’ Regolanti |

| Arbitro: | Luciano (Lamezia Terme) |

|  |           |                                       |
|  | Marcatori | 20’ Forte 58’ Raičević 90+4’ Lo Sicco |

| Lucca 31 gennaio 2015, ore 15:00 CET 23ª giornata | Lucchese         | 0 – 0 referto | Prato | Stadio Porta Elisa (1.528 spett.)\| Arbitro: \| Strippoli (Bari) \| |
| Arbitro:                                          | Strippoli (Bari) |               |       |                                                                     |

| Arbitro: | Capraro (Cassino) |

|                             |           |  |
| Luperini 56’ Libertazzi 83’ | Marcatori |  |

| Arbitro: | De Angelis (Abbiategrasso) |

|                            |           |  |
| Mingazzini 5’ Lo Sicco 67’ | Marcatori |  |

| Arbitro: | Valiante (Nocera Inferiore) |

|                                  |           |  |
| Cellini 34’, 68’ Castagnetti 38’ | Marcatori |  |

| Arbitro: | Formato (Benevento) |

|                    |           |             |
| Forte 2’, 34’, 75’ | Marcatori | 49’ Pomante |

| Arbitro: | Mastrodonato (Molfetta) |

|                                 |           |              |
| Grassi 6’ Perez 21’ Tripoli 47’ | Marcatori | 62’ Risaliti |

| Arbitro: | Proietti (Terni) |

|                    |           |  |
| Forte 7’ Pizza 36’ | Marcatori |  |

| Arbitro: | Balice (Termoli) |

|            |           |          |
| Fofana 26’ | Marcatori | 74’ Cazè |

| Arbitro: | Pagliardini (Arezzo) |

|                               |           |                 |
| Lo Sicco 60’ Forte 83’ (rig.) | Marcatori | 63’ (rig.) Arma |

| Arbitro: | Marinelli (Tivoli) |

|  |           |                           |
|  | Marcatori | 33’ Degeri 45+2’ Ferretti |

| Arbitro: | Amabile (Vicenza) |

|                                    |           |  |
| Forte 43’ (rig.), 74’ Raičević 63’ | Marcatori |  |

| Arbitro: | Andreini (Forlì) |

|                                             |           |                            |
| Lapadula 7’, 24’ Donnarumma 18’, 45’ (rig.) | Marcatori | 20’, 53’ Ferretti 89’ Nolè |

| Arbitro: | Schirru (Nichelino) |

|  |           |                            |
|  | Marcatori | 38’ Cognigni 56’ Bacchetti |

| Arbitro: | Spinelli (Terni) |

|                         |           |             |
| Cherillo 66’ Deiola 76’ | Marcatori | 36’ Espeche |

| Arbitro: | Ranaldi (Tivoli) |

|  |           |                                              |
|  | Marcatori | 8’ (rig.) Bruccini 78’ De Giosa 83’ Petković |

| Arbitro: | Tardino (Milano) |

|              |           |               |
| Speziale 49’ | Marcatori | 87’ Benedetti |

### Coppa Italia Lega Pro

#### Fase eliminatoria a gironi
| Carrara 9 agosto 2014, ore 20:30 CEST Girone E - 1ª giornata | Carrarese               | 0 – 0 referto | Lucchese | Stadio dei Marmi (448 spett.)\| Arbitro: \| Matteo Proietti (Terni) \| |
| Arbitro:                                                     | Matteo Proietti (Terni) |               |          |                                                                        |

| Arbitro: | Nicola Pagliardini (Arezzo) |

|             |           |             |
| Lo Sicco 3’ | Marcatori | 37’ Di Bari |

## Statistiche
Statistiche aggiornate al 2 maggio 2015.

### Statistiche di squadra
| Competizione          | Punti | In casa | In casa | In casa | In casa | In casa | In casa | In trasferta | In trasferta | In trasferta | In trasferta | In trasferta | In trasferta | Totale | Totale | Totale | Totale | Totale | Totale | DR |
| Competizione          | Punti | G       | V       | N       | P       | Gf      | Gs      | G            | V            | N            | P            | Gf           | Gs           | G      | V      | N      | P      | Gf     | Gs     | DR |
| --------------------- | ----- | ------- | ------- | ------- | ------- | ------- | ------- | ------------ | ------------ | ------------ | ------------ | ------------ | ------------ | ------ | ------ | ------ | ------ | ------ | ------ | -- |
| Lega Pro              | 48    | 19      | 8       | 6       | 5       | 22      | 18      | 19           | 4            | 6            | 9            | 21           | 27           | 38     | 12     | 12     | 14     | 43     | 45     | -2 |
| Coppa Italia Lega Pro |       | 1       | 0       | 1       | 0       | 1       | 1       | 1            | 0            | 1            | 0            | 0            | 0            | 2      | 0      | 2      | 0      | 1      | 1      | 0  |
| Totale                |       | 20      | 8       | 7       | 5       | 23      | 19      | 20           | 4            | 7            | 9            | 21           | 27           | 40     | 12     | 14     | 14     | 44     | 46     | -2 |

### Andamento in campionato
| Giornata  | 1 | 2 | 3 | 4 | 5 | 6 | 7  | 8  | 9  | 10 | 11 | 12 | 13 | 14 | 15 | 16 | 17 | 18 | 19 | 20 | 21 | 22 | 23 | 24 | 25 | 26 | 27 | 28 | 29 | 30 | 31 | 32 | 33 | 34 | 35 | 36 | 37 | 38 |
| --------- | - | - | - | - | - | - | -- | -- | -- | -- | -- | -- | -- | -- | -- | -- | -- | -- | -- | -- | -- | -- | -- | -- | -- | -- | -- | -- | -- | -- | -- | -- | -- | -- | -- | -- | -- | -- |
| Luogo     | C | T | C | T | C | T | C  | T  | C  | T  | C  | T  | C  | T  | C  | T  | C  | T  | C  | T  | C  | T  | C  | T  | C  | T  | C  | T  | C  | T  | C  | T  | C  | T  | C  | T  | C  | T  |
| Risultato | N | V | N | P | V | P | P  | P  | P  | P  | V  | N  | P  | V  | N  | N  | N  | N  | V  | N  | N  | V  | N  | P  | V  | P  | V  | P  | V  | N  | V  | V  | V  | P  | P  | P  | P  | N  |
| Posizione | 9 | 6 | 5 | 9 | 5 | 9 | 12 | 16 | 18 | 18 | 17 | 17 | 17 | 17 | 17 | 16 | 16 | 16 | 16 | 16 | 16 | 13 | 11 | 12 | 9  | 13 | 9  | 11 | 11 | 11 | 9  | 9  | 8  | 8  | 9  | 10 | 10 | 10 |

Fonte:  GIRONE B STATISTICA, su lega-pro.com.
Legenda:

Luogo: C = Casa; T = Trasferta. Risultato: V = Vittoria; N = Pareggio; P = Sconfitta.

### Statistiche dei giocatori
34 calciatori hanno almeno una presenza. In campionato alle 42 reti segnate da 15 giocatori distinti si aggiunga 1 autorete a favore. I giocatori in corsivo hanno lasciato la squadra a stagione in corso.
| Giocatore        | Lega Pro | Lega Pro | Lega Pro    | Lega Pro   | Coppa Italia Lega Pro | Coppa Italia Lega Pro | Coppa Italia Lega Pro | Coppa Italia Lega Pro | Totale   | Totale | Totale      | Totale     |
| Giocatore        | Presenze | Reti     | Ammonizioni | Espulsioni | Presenze              | Reti                  | Ammonizioni           | Espulsioni            | Presenze | Reti   | Ammonizioni | Espulsioni |
| ---------------- | -------- | -------- | ----------- | ---------- | --------------------- | --------------------- | --------------------- | --------------------- | -------- | ------ | ----------- | ---------- |
| L. Casapieri     | 10       | -13      | 1           | 0          | 2                     | -1                    | 0                     | 0                     | 12       | -14    | 1           | 0          |
| G. Risaliti      | 19       | 1        | 3           | 1          | 2                     | 0                     | 1                     | 0                     | 21       | 1      | 4           | 1          |
| M. Espeche       | 38       | 1        | 4           | 0          | 2                     | 0                     | 1                     | 0                     | 40       | 1      | 5           | 0          |
| D. Vosnakidis    | 4        | 0        | 3           | 0          | 2                     | 0                     | 2                     | 0                     | 6        | 0      | 5           | 0          |
| S. Dejori        | 11       | 0        | 1           | 0          | 2                     | 0                     | 0                     | 0                     | 13       | 0      | 1           | 0          |
| F. Lo Sicco      | 36       | 8        | 6           | 0          | 2                     | 1                     | 0                     | 0                     | 38       | 9      | 6           | 0          |
| M. Nolè          | 34       | 4        | 8           | 0          | 2                     | 0                     | 0                     | 0                     | 36       | 4      | 8           | 0          |
| L. Bianchi       | 2        | 0        | 1           | 0          | 2                     | 0                     | 0                     | 0                     | 4        | 0      | 1           | 0          |
| C. Santini       | 10       | 0        | 1           | 0          | 2                     | 0                     | 0                     | 0                     | 12       | 0      | 1           | 0          |
| R. Calcagni      | 35       | 1        | 8           | 0          | 2                     | 0                     | 0                     | 0                     | 37       | 1      | 8           | 0          |
| L. Strizzolo     | 22       | 0        | 2           | 0          | 2                     | 0                     | 0                     | 0                     | 24       | 0      | 2           | 0          |
| G. Fenati        | 1        | 0        | 0           | 0          | 2                     | 0                     | 1                     | 0                     | 3        | 0      | 1           | 0          |
| A. Ferrante      | 14       | 0        | 2           | 0          | 1                     | 0                     | 1                     | 0                     | 15       | 0      | 3           | 0          |
| S. Santeramo     | 12       | 0        | 1           | 0          | 1                     | 0                     | 0                     | 0                     | 13       | 0      | 1           | 0          |
| T. Biasci        | 11       | 2        | 0           | 0          | 2                     | 0                     | 0                     | 0                     | 13       | 2      | 0           | 0          |
| M. Vittiglio     | 8        | 0        | 2           | 0          | 0                     | 0                     | 0                     | 0                     | 8        | 0      | 2           | 0          |
| G. Boilini       | 17       | 1        | 4           | 0          | -                     | -                     | -                     | -                     | 17       | 1      | 4           | 0          |
| D. Ferretti      | 35       | 6        | 6           | 0          | -                     | -                     | -                     | -                     | 35       | 6      | 6           | 0          |
| M. Bachini       | 1        | 0        | 0           | 0          | -                     | -                     | -                     | -                     | 1        | 0      | 0           | 0          |
| L. Benedetti     | 7        | 1        | 0           | 0          | -                     | -                     | -                     | -                     | 7        | 1      | 0           | 0          |
| A. Calistri      | 28       | 0        | 8           | 1          | 0                     | 0                     | 0                     | 0                     | 28       | 0      | 8           | 1          |
| G. Pantano       | 2        | 0        | 0           | 0          | -                     | -                     | -                     | -                     | 2        | 0      | 0           | 0          |
| E. Chianese      | 8        | 0        | 0           | 0          | 0                     | 0                     | 0                     | 0                     | 8        | 0      | 0           | 0          |
| L. Degeri        | 27       | 1        | 4           | 1          | -                     | -                     | -                     | -                     | 27       | 1      | 4           | 1          |
| F. Raičević      | 26       | 3        | 3           | 1          | -                     | -                     | -                     | -                     | 26       | 3      | 3           | 1          |
| G. Di Masi       | 26       | -29      | 3           | 0          | -                     | -                     | -                     | -                     | 26       | -29    | 3           | 0          |
| N. Mingazzini    | 23       | 1        | 4           | 0          | -                     | -                     | -                     | -                     | 23       | 1      | 4           | 0          |
| F. Forte         | 18       | 10       | 2           | 1          | -                     | -                     | -                     | -                     | 18       | 10     | 2           | 1          |
| S. Pizza         | 13       | 1        | 2           | 1          | -                     | -                     | -                     | -                     | 13       | 1      | 2           | 1          |
| B. Pagano        | 13       | 0        | 4           | 1          | -                     | -                     | -                     | -                     | 13       | 0      | 4           | 1          |
| D. Scapinello    | 12       | 0        | 1           | 0          | -                     | -                     | -                     | -                     | 12       | 0      | 1           | 0          |
| F. Russo         | 3        | 0        | 0           | 0          | -                     | -                     | -                     | -                     | 3        | 0      | 0           | 0          |
| T. Cazé Da Silva | 2        | 1        | 0           | 0          | -                     | -                     | -                     | -                     | 2        | 1      | 0           | 0          |
| E. Pazzagli      | 2        | -3       | 0           | 0          | -                     | -                     | -                     | -                     | 2        | -3     | 0           | 0          |
| D. Borra         | 0        | 0        | 0           | 0          | 0                     | 0                     | 0                     | 0                     | 0        | 0      | 0           | 0          |
| T. Pecchioli     | -        | -        | -           | -          | -                     | -                     | -                     | -                     | -        | -      | -           | -          |

## Giovanili

### Organigramma
Area direttiva
- Direttore Generale: Mauro Bertacchini
- Direttore Sportivo Scuola Calcio: Augusto Rotolo

Area Tecnica
- Allenatore Berretti: Antonio Niccolai[46]
- Allenatore Allievi Nazionali: Luca Guerri[46]
- Allenatore Allievi B: Enrico Dell'Osso
- Allenatore Giovanissimi Nazionali: William Mazzanti[46]
- Allenatore Giovanissimi Regionali: Gabriele Bacci

### Piazzamenti
- Berretti[47]: Semifinalista[48]
- Allievi nazionali[49]: 9º posto nel Girone A[50], Sedicesimi di finale.[51][52][53]
- Allievi B[54]
- Giovanissimi nazionali[55]: 10º posto nel Girone D[56]
- Giovanissimi regionali[57]